# Артефакт (фильм, 2012)
Артефакт (англ. Artifact) — американский документальный фильм, режиссёром которого является актёр и музыкант Джаред Лето под псевдонимом Bartholomew Cubbins.
Рассказывая правду о современном музыкальном бизнесе, фильм показывает события связанные с выпуском альбома This Is War группой Thirty Seconds to Mars и борьбой группы с лейблом EMI.

## Награды
- Приз зрительских симпатий (документальный фильм), Кинофестиваль в Торонто 2012
- Победитель, People’s Choice Award (Documentary), Кинофестиваль в Торонто 2012
- Приз зрительских симпатий , 2012 DOC NYC New York Documentary Film Festival
- Победитель, Audience Award, Gotham Independent Film Awards 2012
- Приз зрительских симпатий (24 Beats Per Second), South by Southwest 2013